# Haveredskab
Et haveredskab er et af mange værktøjer, der bruges til havebrug og anlæggelse af haveanlæg. Haveredskaber har overlap med værktøj fremstillet til landbrug og gartneri. Haveredskaber kan opdeles i håndværktøj og powertools. Førstnævnte indbefatter bl.a. spade, skovl, økser, greb, le, skuffejern, rive og grensaks, mens sidstnævnte bl.a. omfatter græsslåmaskine, motorsav, havetraktor, buskrydder, stubfræser og løvblæser.